# Stethojulis marquesensis
Stethojulis marquesensis és una espècie de peix de la família dels làbrids i de l'ordre dels perciformes.
Els adults poden assolir els 8,5 cm de longitud total. Es troba des de Fidji fins a l'Illa Norfolk. També a les Illes Marqueses.